# Okręg południowobanacki
Okręg południowobanacki (Banat południowy, serb. Južnobanatski okrug / Јужнобанатски округ, węg. Dél Bánsági Körzet, chor. Južnobanatski okrug, słow. Juhobanátsky okres, ruś. Јужнобанатски окрух, rum. Districtul Banatul de Sud) – okręg w północno-wschodniej Serbii, w Wojwodinie.
Okręg dzieli się na następujące jednostki:
- miasto Pančevo
- miasto Vršac
- gmina Alibunar
- gmina Bela Crkva
- gmina Kovačica
- gmina Kovin
- gmina Opovo
- gmina Plandište

Skład etniczny
- 220 641 – 70,28% – Serbowie
- 21 618 – 6,88% – Rumuni
- 15 444 – 4,91% – Węgrzy
- 15 212 – 4,84% – Słowacy
- 7 636 – 2,43% – Macedończycy
- 6 268 – 1,99% – Romowie
- 5 687 – 1,81% – Jugosłowianie